# Fort Peck
Fort Peck è una città degli Stati Uniti d'America situata nel Montana, nella Contea di Valley.